# Lablabi

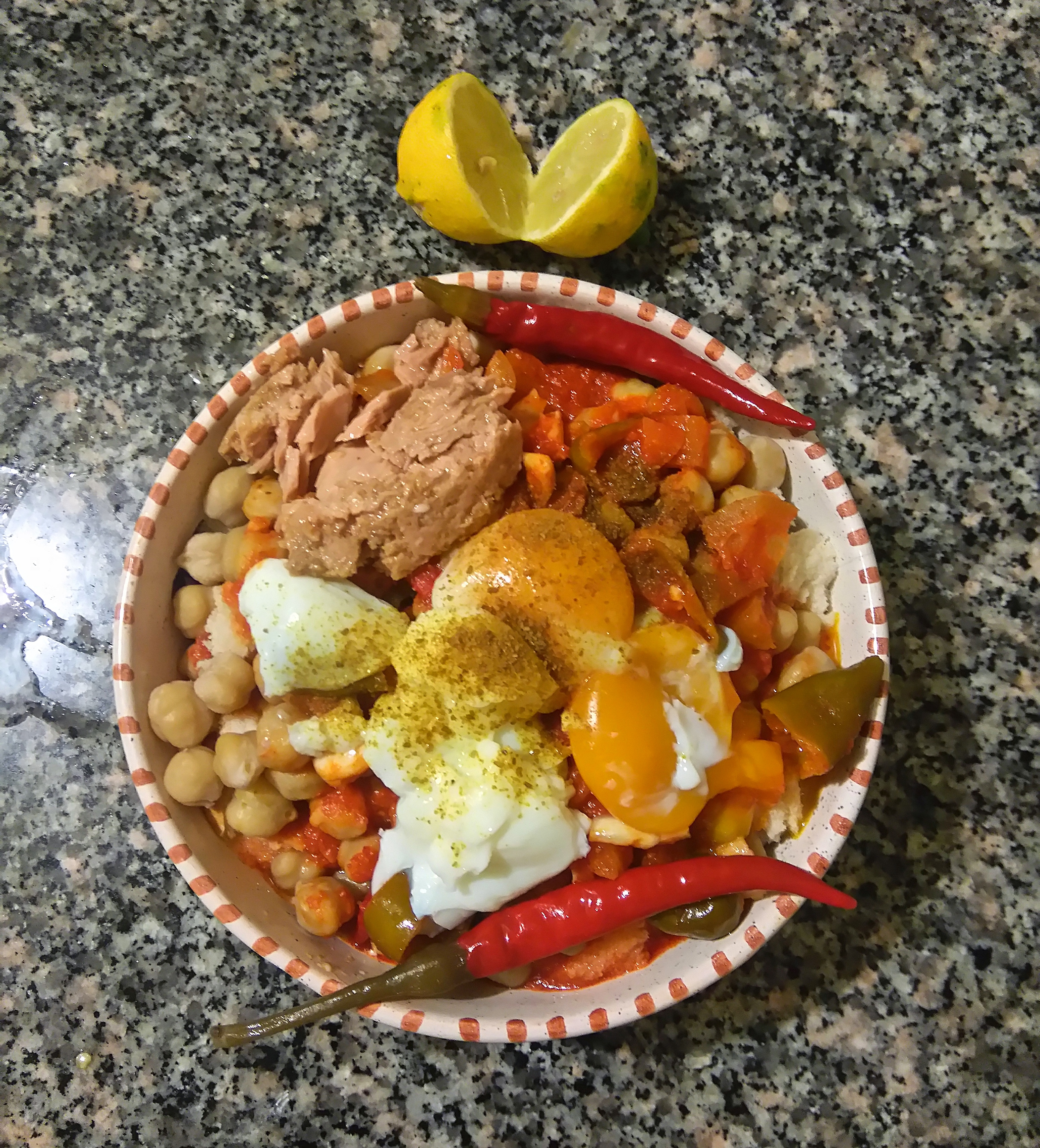
Eine Portion Lablabi

Lablabi (arabisch لبلابي, DMG lablābī) ist ein beliebtes tunesisches Gericht, das aus Kichererbsen, Brot und mit Kreuzkümmel gewürzter Suppe besteht.
Zur Zubereitung wird das Brot zerteilt und in Schalen gegeben. Es wird mit Kichererbsen, die in Wasser gekocht, gewürzt und mit Harissa, Kümmel und Salz abgeschmeckt worden sind, übergossen. Danach kann man, je nach Geschmack, Olivenöl, Essig, Kapern, Oliven, Thunfisch oder Ei hinzugeben.